# La Bonaigua
La Bonaigua (en aranés pòrt dera Bonaigua y en catalán port de la Bonaigua) es un puerto entre montañas situado en el Pirineo catalán (España), cuyo punto más alto se encuentra a 2072 m s. n. m.

## Descripción

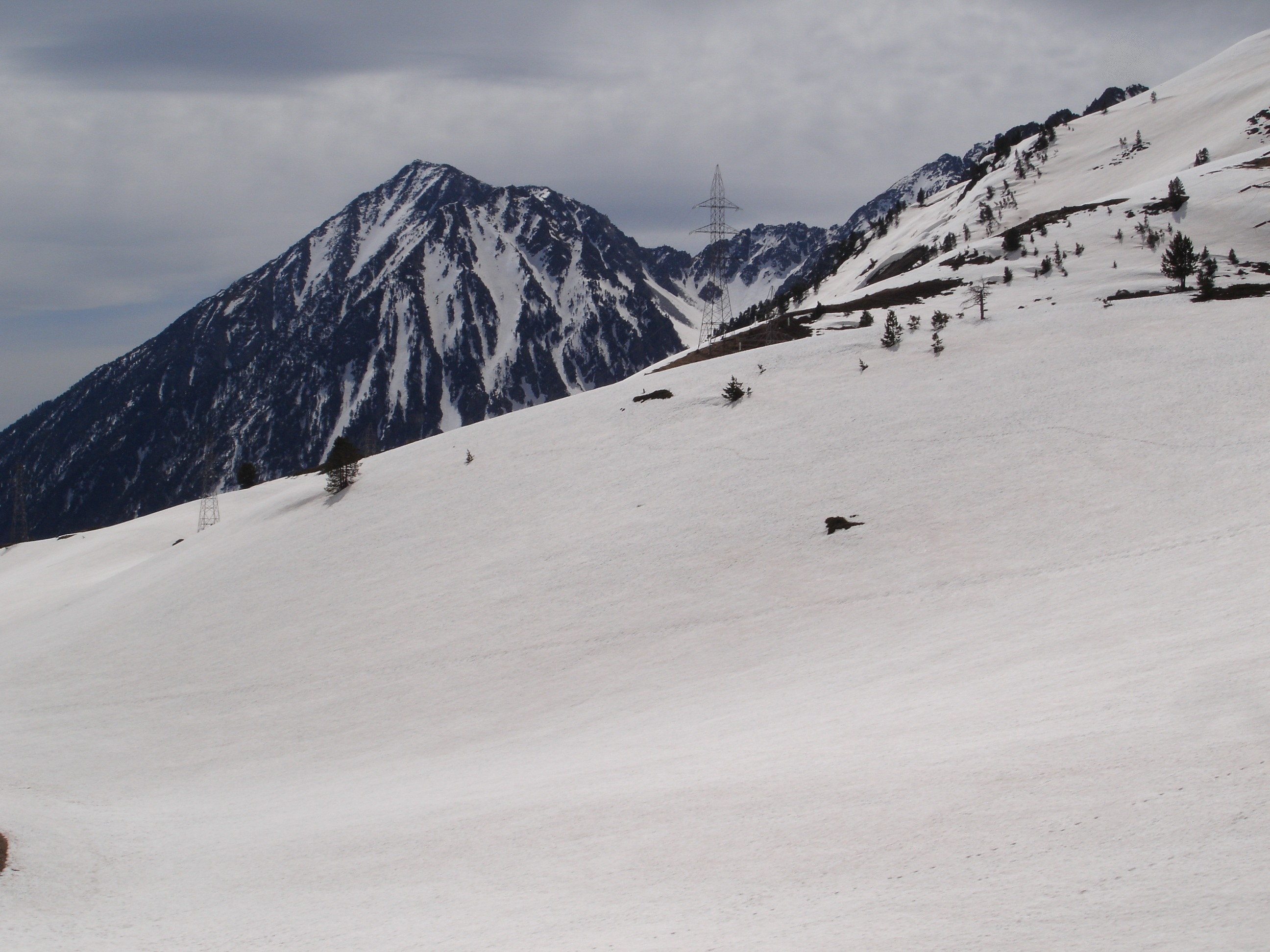
Puerto de La Bonaigua.

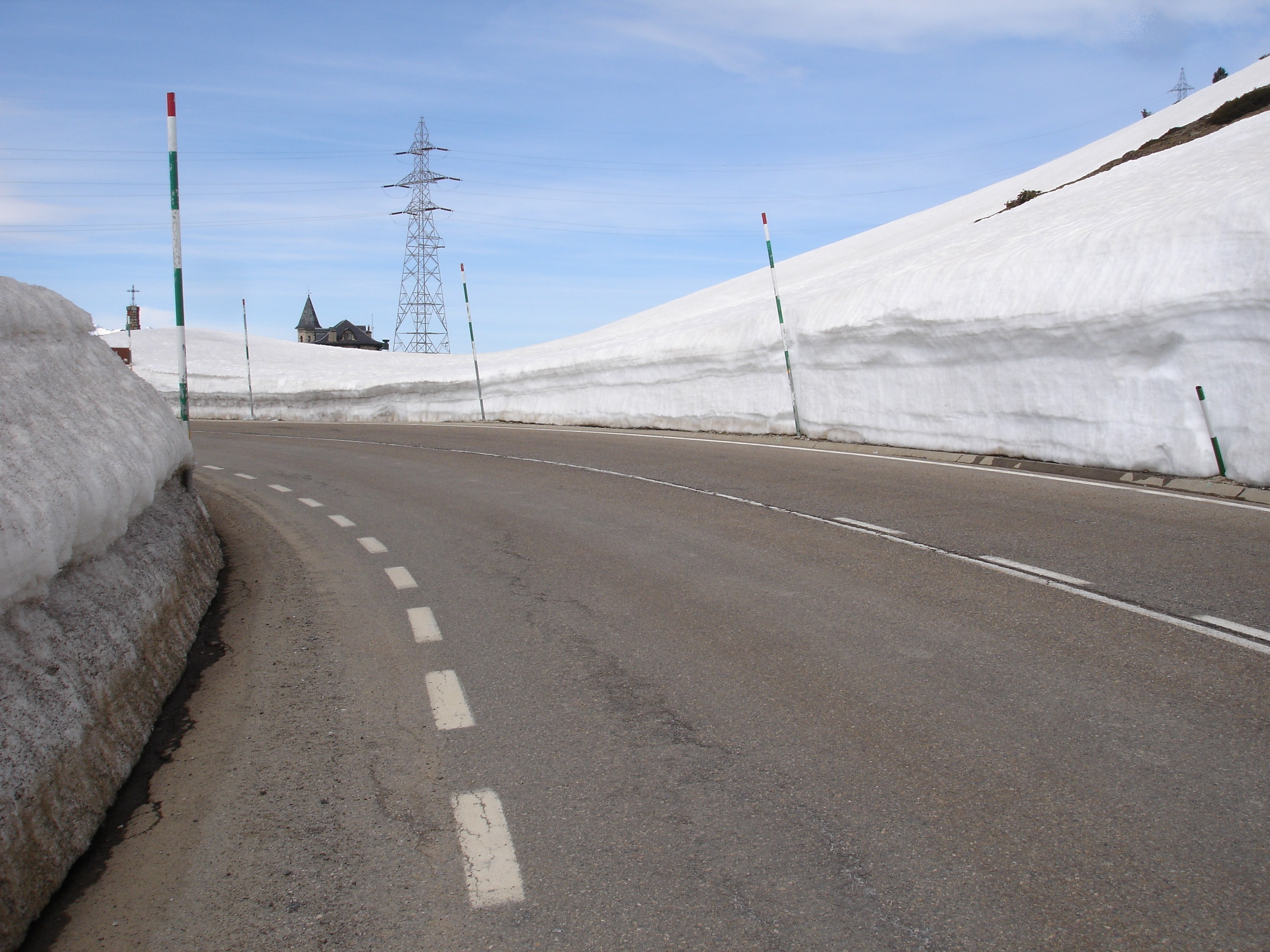
Puerto de La Bonaigua (Pallars Sobirá, Lérida).

Se encuentra entre el Pallars Sobirá y el Valle de Arán (ambas comarcas en Lérida), por donde discurre la carretera que une Baqueira con Valencia de Aneu.
En la Bonaigua se cruza de una vertiente a otra de los Pirineos: el Valle de Arán se halla en la vertiente atlántica de la cordillera, mientras que el río de la Bonaigua, hacia el este, es tributario del Noguera Pallaresa y por tanto, pertenece a la cuenca del Ebro. Su gran altitud y el hecho de que actúe como una puerta de entrada para las borrascas atlánticas hacia la vertiente sur de los Pirineos, hace que con frecuencia haga mal tiempo. En invierno el puerto permanece cerrado bastantes días como consecuencia de la gran acumulación de nieve y el peligro de aludes. Hasta mediados de la década de 1980, el puerto permanecía cerrado a causa de la nieve de seis a nueve meses al año.
Hasta su desaparición en la guerra civil uno de los monumentos característicos del paraje era la llamada Cruz Van Halen de cerca de siete metros de altitud en cuyos brazos se leía Juan Van Halen y 1841, erigida en recuerdo del tratado firmado por ese general con las autoridades andorranas para la defensa del territorio del acoso de contrabandistas y malhechores. Actualmente existe en el mismo lugar una cruz de mucho menor tamaño. 
Antiguamente era, junto con el Túnel de Viella, el único paso que permitía llegar a pie, en coche o con animales al Valle de Arán desde el resto de España. La ermita y refugio de la Virgen de las Ares, en la vertiente pallaresa, era un punto estratégico de descanso y refugio. A principios del siglo XX se abrió un camino de tierra, apto para el tránsito rodado, que con el tiempo acabó siendo parte de la carretera C-28.
Administrativamente pertenece al municipio de Alto Aneu, en el Pallars Sobirá.